# William W. Warren

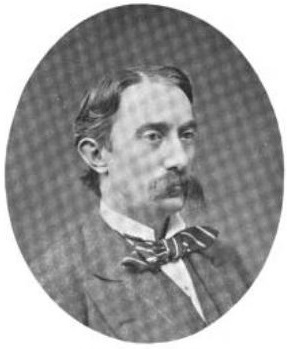
William W. Warren

William Wirt Warren (* 27. Februar 1834 in Boston, Massachusetts; † 2. Mai 1880 ebenda) war ein US-amerikanischer Politiker. Zwischen 1875 und 1877 vertrat er den Bundesstaat Massachusetts im US-Repräsentantenhaus.

## Werdegang
Nach einer guten Grundschulausbildung studierte William Warren bis 1856 an der Harvard University. Nach einem Jurastudium und seiner 1857 erfolgten Zulassung als Rechtsanwalt begann er in diesem Beruf zu arbeiten. Im Jahr 1865 war er für die Steuerbehörde im siebten Finanzbezirk von Massachusetts tätig. Gleichzeitig schlug er als Mitglied der Demokratischen Partei eine politische Laufbahn ein. Im Juli 1868 war er Delegierter zur Democratic National Convention in New York; im Jahr 1870 wurde er in den Senat von Massachusetts gewählt.
Bei den Kongresswahlen des Jahres 1874 wurde Warren im achten Wahlbezirk von Massachusetts in das US-Repräsentantenhaus in Washington, D.C. gewählt, wo er am 4. März 1875 die Nachfolge von John M. S. Williams antrat. Da er im Jahr 1876 nicht bestätigt wurde, konnte er bis zum 3. März 1877 nur eine Legislaturperiode im Kongress absolvieren. Nach dem Ende seiner Zeit im US-Repräsentantenhaus praktizierte Warren als Anwalt in Boston, wo er am 2. Mai 1880 starb.